# 哈伦贝克-罗尔斯多夫
哈伦贝克-罗尔斯多夫（德語：Halenbeck-Rohlsdorf）是德国勃兰登堡州的一个市镇，隶属于普里格尼茨县。总面积为39.67平方千米，截至2020年总人口为486人。